# Oberea griseopennis
Oberea griseopennis là một loài bọ cánh cứng trong họ Cerambycidae.